# إعادة التجديد الطبيعي تحت إدارة المزارع

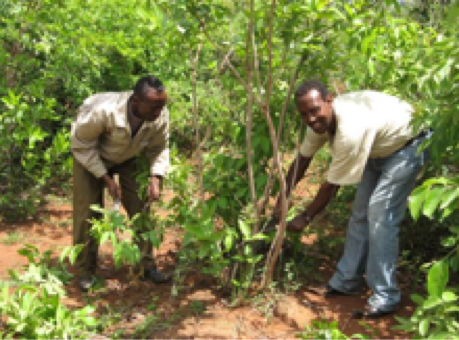

إن إعادة التجديد الطبيعي تحت إدارة المزارع في إدارة المزارع (FMNR)، هو أسلوب مُستدام مُنخفض التكلفة لاستعادة الأراضي، يُستخدم لمكافحة الفقر والجوع بين مزارعي الإعاشة الفقراء في البلدان النامية عن طريق زيادة إنتاج الأغذية والأخشاب، والقدرة على التكيف مع الظروف المناخية القاسية. ويتضمن هذا الأسلوب التجديد المنهجي والإدارة للأشجار والشجيرات من خلال الجذوع والجذور والبذور.
وغالبًا ما يستخدم الفلاحون أسلوب الإكثار الطبيعي (FMNR) في المناطق المدارية في الأراضي الجافة لإعادة الأراضي الزراعية والمراعي المتدهورة إلى الإنتاجية. وكذلك يمكن استخدامه لاستعادة الغابات المتدهورة، وبالتالي المحافظة على التنوع البيولوجي والحد من التأثر بالتغير المناخي. و يلعب هذا الأسلوب أيضًا دورًا هامًا في الحفاظ على المناظر الطبيعية التي لم تتدهور بعد، في حالة منتجة، خاصة عندما يُستخدم مع أساليب مستدامة أخرى لإدارة الأراضي، مثل: الزراعة، والمحافظة على الموارد في الأراضي الزراعية، والإدارة الكلية للمراعي.
ويعتمد الإكثار الطبيعي (FMNR) على أساليب لإدارة الغابات تعود إلى مئات السنين، وهي: تقليم فروع الشجرة أو قطع الشجرة عدا الجزع، للمحافظة على النمو المُستمر للأشجار، ولإنتاج الوقود ومواد البناء والمواد الغذائية والأعلاف دون الحاجة إلى إعادة الزراعة المتكررة والمُكلفة. ويتم تقليم أشجار مختارة وتهذيبها في الأراضي الزراعية لتحقيق أقصى قدر من النمو، مع توفير ظروف النمو المثالية للمحاصيل السنوية (مثل الوصول إلى المياه وأشعة الشمس). وعند دمج أشجار الإكثار الطبيعي في المحاصيل والمراعي بالأشجار الأخرى، تحدث زيادة في غلة المحاصيل،وخصوبة التربة، والمواد العضوية، ورطوبة التربة، وأعلاف الأوراق. ويَنتُج عن ذلك انخفاض في ضرر الرياح والحرارة، وتعرية التربة.
في منطقة الساحل بأفريقيا، أصبح إعادة التجديد الطبيعي أداة فعالة في زيادة الأمن الغذائي، والتكيف مع تغير المناخ في المجتمعات الزراعية الفقيرة والمعيشية، حيث يوجد الكثير من فقراء منطقة جنوب الصحراء بإفريقيا. كما يتم الترويج لـهذا الأسلوب في تيمور الشرقية، وإندونيسيا، وميانمار.
و يُعد هذا الأسلوب مُكَملًا  للزراعة دائمة الخضرة، والزراعة المحافظة على الموارد، والحراجة الزراعية. ويعتبر نقطة دخول جيدة للمزارعين ذوي الموارد الفقيرة والذين يخشون المخاطرة، فهي تتبني أسلوب منخفض التكلفة ومنخفض المخاطرة. وهذا بدوره كان بمثابة نقطة انطلاق لزيادة التكثيف الزراعي حيث أصبح المزارعون أكثر تقبلًا للأفكار الجديدة.

## خلفية
تدهورت مساحات شاسعة من الأراضي الزراعية والمراعي والغابات في جميع أنحاء العالم النامي لدرجة أنها لم تعد منتجة. تتواصل عملية إزالة الغابات بوتيرة سريعة. تضررت 74% من المراعي و61% من أراضي المحاصيل البعلية في المناطق الأكثر جفافًا في أفريقيا، بسبب التصحر المتراوح بين معتدل إلى شديد للغاية. تتجاوز معدلات إزالة الغابات معدلات الزراعة في بعض البلدان الأفريقية، بمقدار 300:1.
يؤثر تدهور الأراضي بشدة على حياة مزارعي الكفاف الذين يعتمدون عليها في غذائهم وسبل عيشهم. يشكل مزارعو الكفاف غالبًا ما يصل إلى 70-80% من السكان في هذه المناطق، ويعانون باستمرار من الجوع وسوء التغذية وحتى المجاعة نتيجة لذلك.
تتحول مساحات شاسعة من الأراضي الزراعية التي كانت منتجة في السابق في منطقة الساحل بأفريقيا- مجموعة من السافانا التي تمتد عبر القارة جنوب الصحراء الكبرى مباشرة- إلى صحراء. أصبحت بعض البيئات في المناطق الاستوائية عبر العالم متدهورة لدرجة أنها لم تعد منتجة، إذ تضمن التربة الغنية والأمطار الجيدة حصادًا وفيرًا وثروة حيوانية.
أدت المجاعات الشديدة في منطقة الساحل الأفريقي في سبعينيات وثمانينيات القرن العشرين إلى استجابة عالمية، وأصبح وقف التصحر أولوية قصوى. استخدمت الطرق التقليدية لتربية أنواع الأشجار الدخيلة والمحلية في المشاتل. كان التأثير الإجمالي ضئيلًا، على الرغم من استثمار ملايين الدولارات وآلاف ساعات العمل.
واجهت الأساليب التقليدية لإعادة التحريج في مثل هذه البيئات القاسية مشاكل لا يمكن التغلب عليها، وكانت مكلفة وتتطلب عمالة كثيفة. أدى كل من الجفاف والعواصف الرملية والآفات والتنافس من الأعشاب الضارة والتدمير المسبب بالبشر والحيوانات، إلى إبطال الجهود المبذولة بمجرد زرعها. كانت الملكية المجتمعية المنخفضة عاملًا مثبطًا آخر.
رُفضت النباتات الأصلية الموجودة عمومًا باعتبارها «شجيرات عديمة الفائدة»، وأزيلت غالبًا لإفساح المجال للأنواع الدخيلة. زرعت الأنواع الدخيلة في حقول تحتوي على جذوع حية ونباتية من النباتات الأصلية، والتي بالكاد اعتُرف بوجودها، أو اعتبارها مهمة.
غُفل عن كون ذلك أمرًا مهمًا، إذ تشكل جذوع هذه الأشجار الحية الكثيفة للغاية «غابة جوفية» شاسعة بحاجة لبعض الرعاية لتنمو وتوفر فوائد متعددة بتكلفة قليلة أو بدون تكلفة. يمكن أن يعطي كل جذع ما بين 10 و30 فرعًا. تعامل المزارعون أثناء التجهيز التقليدي للأرض مع الفروع، على أنها أعشاب ضارة وقطعوها وحرقوها قبل زرع محاصيلهم الغذائية. كانت النتيجة الصافية المناظر طبيعية قاحلة لمعظم العام مع القليل من الأشجار الناضجة. لاحظ المراقب العادي أن الأرض تتحول إلى صحراء. خلص معظمهم إلى عدم وجود أشجار وأن الطريقة الوحيدة لعكس المشكلة كانت من خلال غرس الأشجار.
سلبت قوانين الغابات ملكية الأشجار والمسؤولية عن العناية بالأشجار من أيدي الناس في النيجر من ثلاثينيات القرن العشرين وحتى عام 1993. يبدو أن إعادة التحريج من خلال الزراعة التقليدية للأشجار كانت الطريقة الوحيدة لمعالجة التصحر في ذلك الوقت.